# Hans Licht

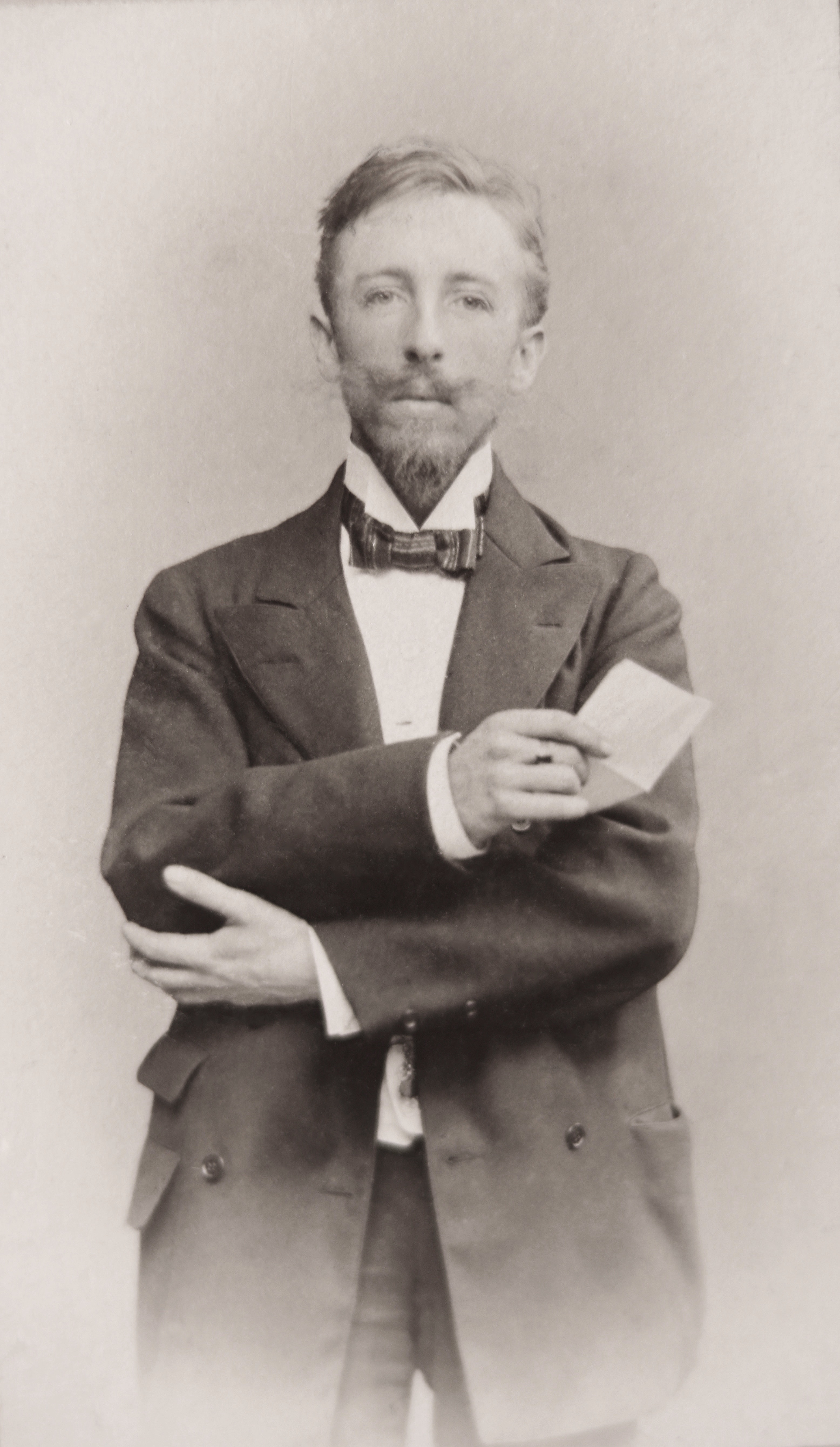
Hans Licht, fotografía de hacia 1900 (Berlín)

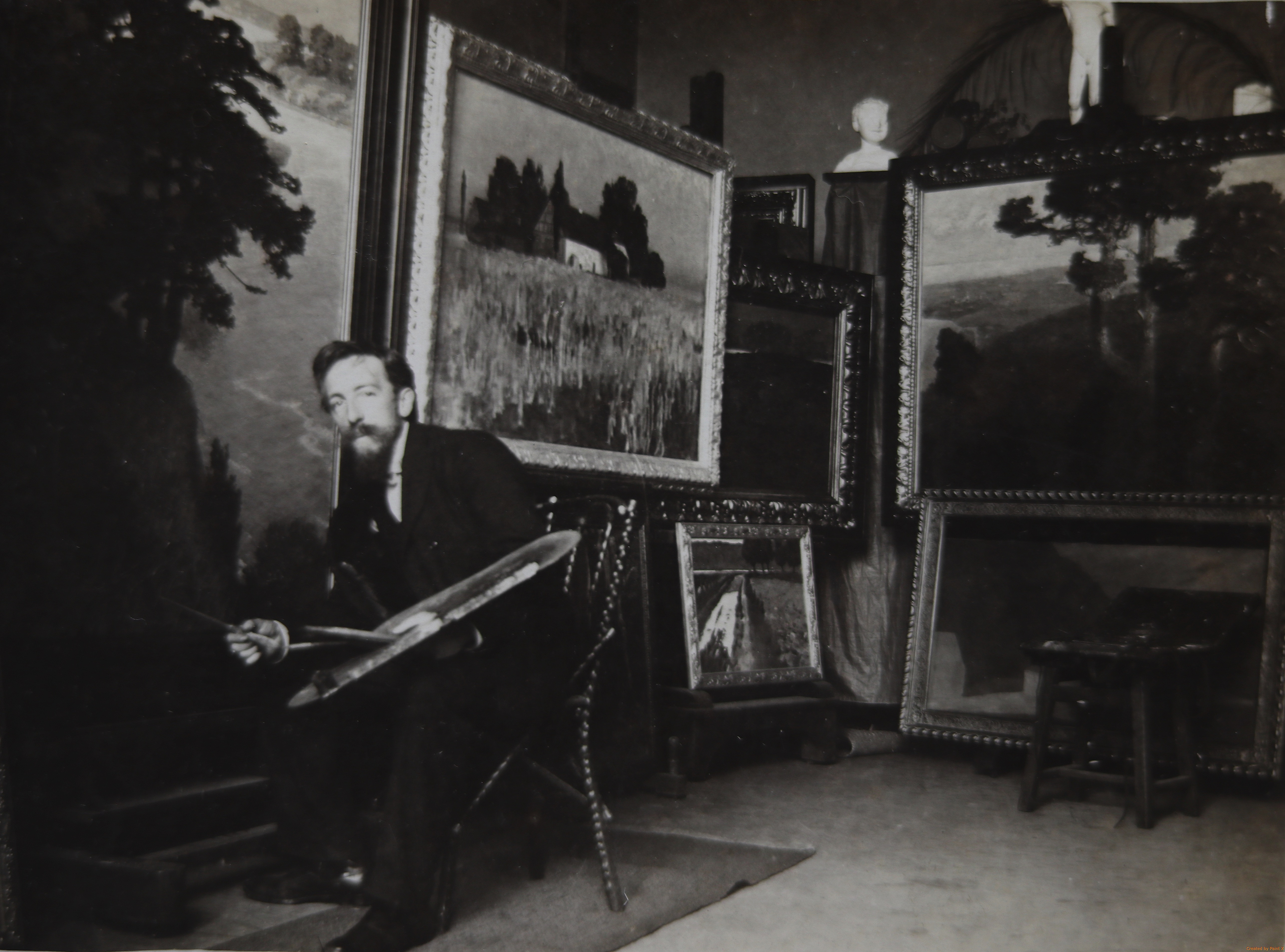
Hans Licht en su estudio

Hans Licht, retrato de 1925

Hans Licht (Berlín, 16 de abril de 1876-ibid, 14 de febrero de 1935) fue un pintor paisajista alemán de estilo postimpresionista.

## Biografía
Después de asistir a la Falk High School en Berlín, Hans Licht estuvo dos años y medio en la Royal Porcelain Manufactory. A partir de 1896 estudió en la Academia de Arte de Berlín como alumno del famoso Eugen Bracht y de Albert Hertel. 
A partir de 1920 dirigió una escuela de pintura en el polo de artistas de Schwalenberg (Lippe) durante varios años. Numerosas pintoras también fueron a Schwalenberg a través de Hans Licht, incluidas Nelly Cunow, Margarete Mikeleitis, Anna Kühl, Olga Werkmeister y Ellen Dresing.  Como artista independiente, creó numerosos paisajes impresionistas y bodegones y participó en exposiciones colectivas en el Kunstverein de Hamburgo (1906, 1907 y 1912). En 1906 expuso en Berlín junto a Eugen Bracht, August von Brandis, Albert Gartmann y Conrad Lessing.
Estaba casado con la cantante lírica de ópera y conciertos Ella Wendel.
Su tumba es una llamativa roca errática en Südwestkirchhof en Stahnsdorf.

## Obras
De los viejos tiempos (1900), En el Havel (1900), El Muldenthal al anochecer (1901), Jarra vieja del transbordador (1901), Campanas vespertinas (1901), El gran Luzinsee al anochecer (1902), Crepúsculo (1903) ), junio (1903), Märkische Seenlandschaft (1905), Una estatua (1905), Anillo de la tarde (1907) y Seis frescos en el Salón de Brandeburgo del Ayuntamiento de Berlín-Schoeneberg .

Gemälde (Auswahl)
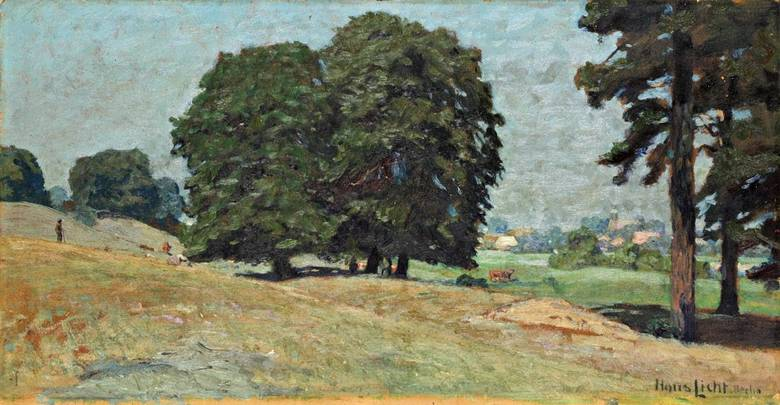
Mediodía
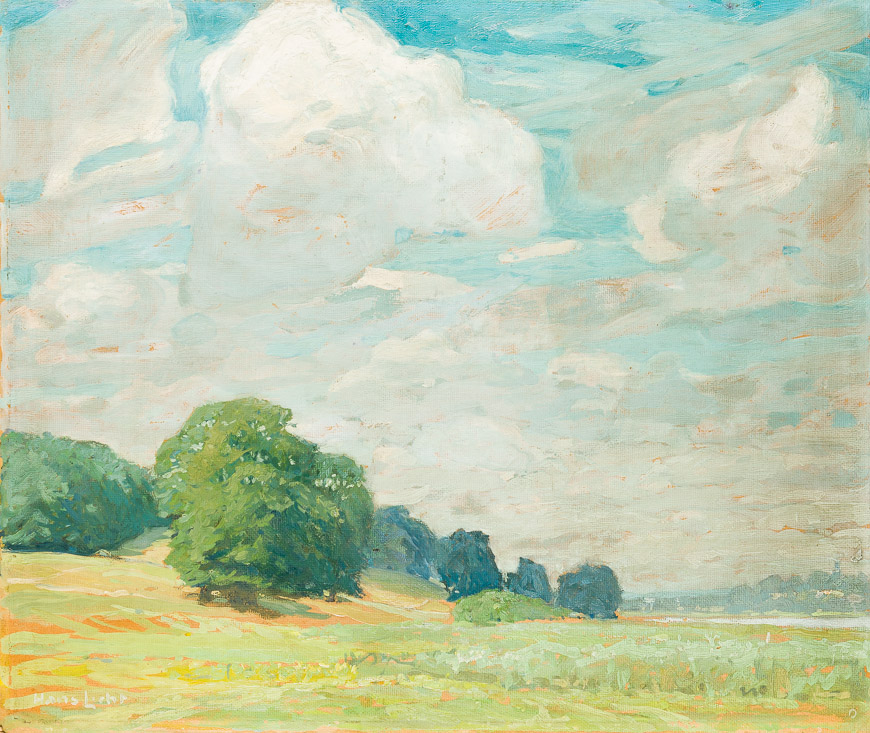
Día de verano en Mecklemburgo
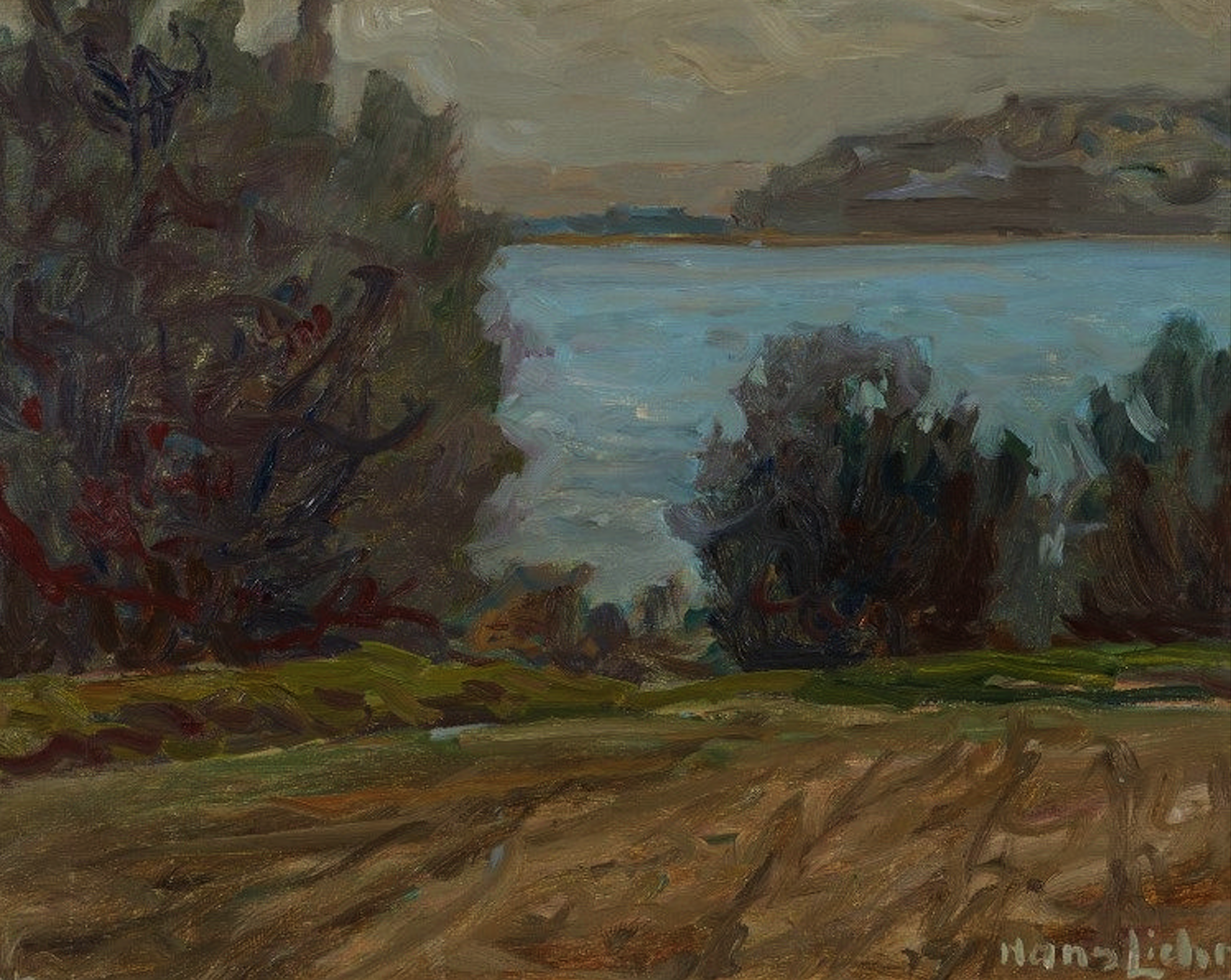
Estado de ánimo vespertino (en el lago), de propiedad privada
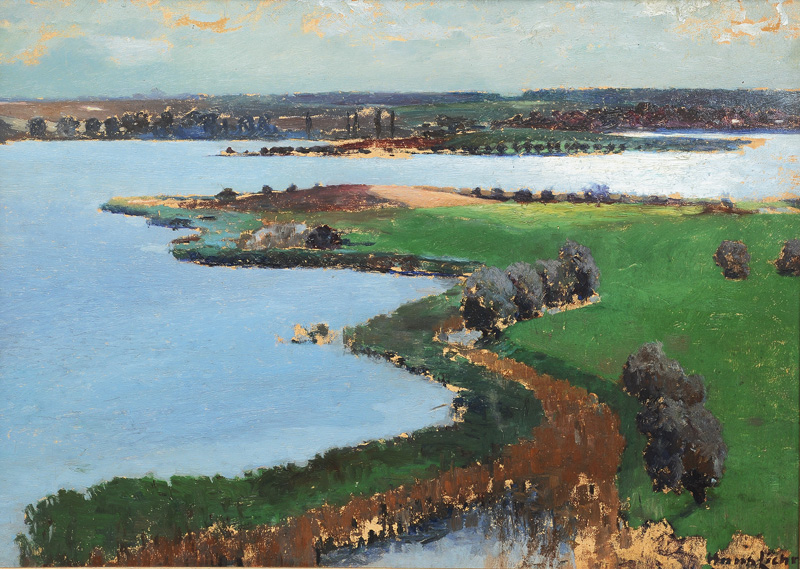
Hans Licht Der Feldberger Haussee in Mecklenburg
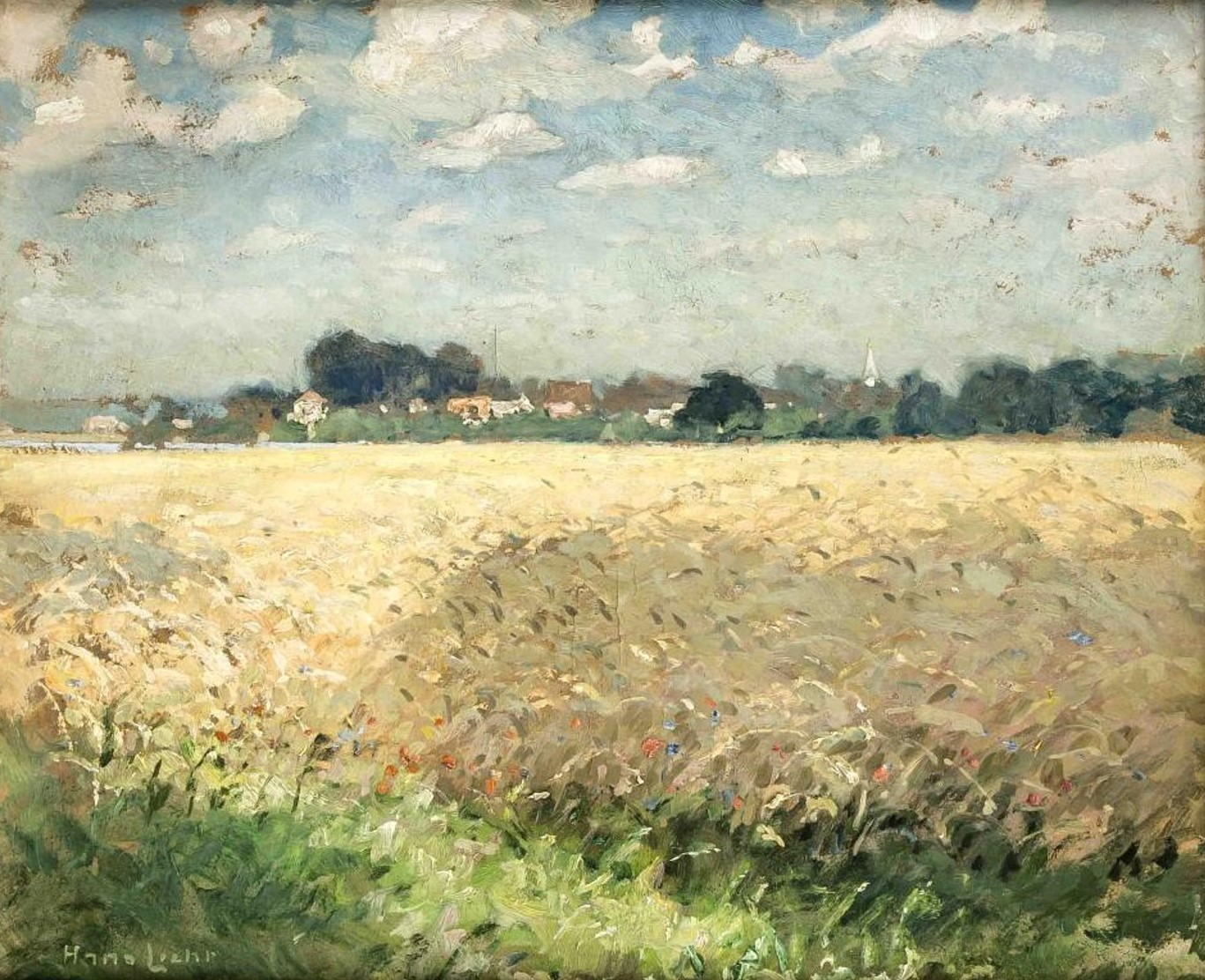
Hans Licht - Märkisches Kornfeld bei Havelberg.